# Elecciones federales de Alemania Occidental de 1969
Las elecciones federales de Alemania Occidental de 1969 tuvieron lugar el domingo 28 de septiembre del mencionado año con el objetivo de renovar los 496 escaños electos del Bundestag, con representación delegativa de 22 escaños para Berlín Oeste, para el período 1969-1973. Fueron las sextas elecciones desde el final de la Segunda Guerra Mundial, y las primeras desde 1912 en las que el número de escaños parlamentarios del Bundestag con respecto a los comicios anteriores no varió, manteniéndose las 518 bancas de 1965.
Al momento de los comicios, el país se encontraba gobernado por una gran coalición encabezada por la Unión o CDU/CSU (unidad entre la Unión Demócrata Cristiana y la Unión Social Cristiana de Baviera) y por el Partido Socialdemócrata (SPD), y dirigida por Kurt Georg Kiesinger, de la CDU. Por sexta vez consecutiva, la CDU/CSU fue la unidad más votada con el 46.09% de los votos y 250 escaños, perdiendo solo uno con respecto a la elección anterior. El SPD, bajo el liderazgo de Willy Brandt, obtuvo el 42.67%, logrando superar, por primera vez en toda su historia electoral, el 40% de los votos, y obtuvo 237 escaños. El Partido Democrático Libre (FDP) de Walter Scheel, en la oposición desde la formación de la gran coalición en diciembre de 1966, si bien repitió por tercera ocasión como el único tercer partido representado, sufrió una masiva hemorragia, con su electorado favoreciendo al SPD o a la CDU/CSU, perdiendo más de un millón de votos y logrando solo el 5.77% y 31 escaños, superando por menos de un punto el umbral para obtener representación. Si hubiera obtenido unos 200.000 votos menos, habría perdido toda su representación, deviniendo en un legislativo bipartidista.
Un acotencimiento destacable de la jornada fue el considerable incremento del Partido Nacionaldemócrata de Alemania (NPD), fuerza de carácter neonazi que se quedó a 0.59 puntos de obtener representación con un 4.31% (casi un millón y medio de votos) debido al descontento de parte del electorado más derechista de la CDU por su alianza con el SPD. Los partidos restantes obtuvieron el 1.15% del voto popular. La participación se ubicó en un 86.67% del electorado registrado.
Si bien el resultado general no fue muy significativo, la posterioridad fue histórica. La noche de las elecciones, Willy Brandt declaró sorpresivamente a los medios de comunicación que no apoyaría una nueva gran coalición, por lo que propuso una alianza Social Liberal con el FDP. Sin mucho margen de maniobra política después de su masiva debacle, los liberales aceptaron la coalición, y el 22 de octubre de 1969, Brandt asumió el cargo de Canciller Federal de Alemania. Este evento constituyó la primera alternancia democrática desde la instauración de la República Federal en 1949, el fin de la hegemonía de la CDU/CSU iniciada ese año y el retorno de la socialdemocracia a un ejecutivo alemán por primera vez desde Hermann Müller (1928-1930), último jefe de Gobierno electo de la República de Weimar antes de Adolf Hitler. Se trató además del primer cambio de Canciller por medio de elecciones en más de cuatro décadas. El antecedente más cercano se había dado en 1928, también de hecho con una victoria socialdemócrata.

## Antecedentes

### Gobierno continuo de la CDU/CSU
Desde las primeras elecciones democráticas tras la partición de Alemania, si bien los gabinetes variaron en composición debido a las coaliciones parlamentarias, la Unión Demócrata Cristiana (CDU) y su partido hermano en Baviera, la Unión Social Cristiana (CSU), agrupadas en la unidad CDU/CSU (conocida simplemente como "la Unión") tuvieron primacía en la formación de gobiernos y retuvieron la hegemonía sobre el ejecutivo alemán occidental con las cancillerías de Konrad Adenauer (1949-1963), Ludwig Erhard (1963-1966) y Kurt Georg Kiesinger (1966-1969). A pesar de que su gobierno logró consolidar una democracia parlamentaria estable y una economía social de mercado, diversos historiadores aseguran que los primeros gobiernos de la CDU/CSU de 1949 a 1969 tuvieron características autoritarias y conservadoras, considerándose un período de transición hacia una verdadera sociedad democrática.

### Último mandato de Erhard
Las elecciones de 1965 habían dado como resultado que la CDU/CSU estuviera a 9 escaños de la mayoría absoluta, formando una nueva coalición con el Partido Democrático Libre (FDP), que ya la había apoyado en anteriores gobiernos. De este modo, el canciller Ludwig Erhard pudo ser reelegido para un segundo mandato. Sin embargo, el liderazgo de Erhard era endeble: no era miembro afiliado de la CDU, lo que dificultaba sus relaciones con el partido, y rechazó firmemente afiliarse cuando Konrad Adenauer se lo propuso debido a que desconfiaba enormemente de la política partidaria, considerándose independiente. La salida de Adenauer del liderazgo del partido en marzo de 1966 (un año antes de su muerte) y su reemplazo irregular por Erhard causaron discusiones dentro del partido sobre si era posible, o al menos legal, que Erhard fuera líder de la CDU sin ser miembro formal. Sin embargo, Erhard fue tratado como miembro de al CDU y no se sabría que no estaba afiliado al partido sino hasta mucho tiempo después de su muerte, cuando en 2007 Horst Wünsche, uno de sus asesores políticos, lo reveló a la prensa.
A partir de ese año, comenzaron a surgir en los primeros síntomas de desempleo y crisis presupuestaria dentro del marco de un repliegue económico. En este contexto, además de las dificultades políticas, la popularidad de Erhard, que se basaba generalmente en su responsabilidad con respecto al milagro económico alemán, comenzó a decaer. En julio de 1966, el opositor Partido Socialdemócrata obtuvo una amplia victoria en las elecciones estatales de Renania del Norte-Westfalia, el estado más poblado y económicamente importante del país. El 27 de octubre, el FDP abandonó la coalición de gobierno debido a sus diferencias con respecto al debate de los presupuestos, dejando a Erhard sin apoyo parlamentario. Diputados demócratacristianos comenzaron a negociar con los socialdemócratas la formación de una gran coalición con Kurt Georg Kiesinger como Canciller y Willy Brandt como Vicecanciller, propuesta que fue aprobada por ambos partidos en noviembre. Erhard dimitió el 1 de diciembre por falta de apoyo político y Kiesinger asumió el cargo con 340 votos a favor, 109 en contra y 23 abstenciones.

### Gran coalición de Kiesinger
A pesar de la posición política favorable de Kiesinger al momento de asumir, debido a la formación de un gabinete con los socialdemócratas, el hecho de que el 87.48% de los diputados estuviesen en un mismo gobierno provocó el surgimiento de la llamada oposición extraparlamentaria (Außerparlamentarische Opposition o APO), grupos de oposición fuera del Bundestag compuestos mayoritariamente por estudiantes y jóvenes. Fuertes protestas se realizaron contra el gobierno de Kiesinger durante la mayor parte de su duración. Los motivos eran, entre otros, la tramitación de una "ley de emergencia" por parte del gobierno, que polarizó notoriamente las opiniones de la población. La ley otorgaba al gobierno poderes especiales en caso de producirse situaciones excepcionales, tal y como pudieran ser desastres naturales, graves alteraciones del orden público, etc. A muchos alemanes les recordó a la Ley habilitante de 1933, que había permitido a Adolf Hitler hacerse con el poder absoluto.
La ley se encontró con la oposición de los sindicatos, los profesores universitarios y los estudiantes. Más allá del proyecto legislativo, para muchos jóvenes fue una oportunidad para mostrar su rechazo contra la sociedad de la Alemania Occidental, a la que consideraban conservadora, cerrada y poco tolerante. El movimiento estudiantil, agrupado en torno al Federación Socialista Alemana de Estudiantes (SDS), que fue uno de los apoyos más amplios e importantes de la APO. Esto se debió al enorme crecimiento del número de estudiantes universitarios para 1969, alrededor de 510.000 con respecto a los 384.000 que había en 1965. El líder del movimiento estudiantil fue Rudi Dutschke. El movimiento extraparlamentario fracasó, ya que la ley fue aprobada y promulgada en junio de 1968, y la sociedad anticomunista de la época rechazó profundamente a la mayoría de los manifestantes. Sin embargo, logró poner en jaque a los gobiernos de la CDU/CSU, y beneficiaron enormemente al Partido Socialdemócrata (único probable ganador) de cara a las siguientes elecciones.
Junto con las protestas estudiantiles, la idea de una coalición parlamentaria entre dos fuerzas tan dispares como lo eran el SPD, y la CDU/CSU, tuvo una gran cantidad de problemas. El ministro de Economía Karl Schiller (SPD) había propuesto revaluar (aumentar el valor externo de) el marco alemán, la moneda de Alemania Occidental, para reducir la tasa de inflación del país y la tasa de crecimiento de los ingresos del negocio del país. También quería reducir la dependencia económica de Alemania Occidental de las exportaciones. Sin embargo, su homólogo, el ministro de Finanzas, Franz Josef Strauß (CSU), rechazó la revalorización del marco alemán, porque sus partidarios fuertes, los agricultores bávaros, también se opusieron. Después de todo, los precios de los alimentos de la Comunidad Económica Europea se pagaron en dólares estadounidenses, y la revaluación del marco alemán los habría hecho menos favorables para los agricultores de Alemania Occidental (es decir, más caros para otros europeos occidentales). Esta disputa llevó a que la coalición colapsara antes de las siguientes elecciones, dando a Kiesinger escasa gobernabilidad.

## Sistema electoral

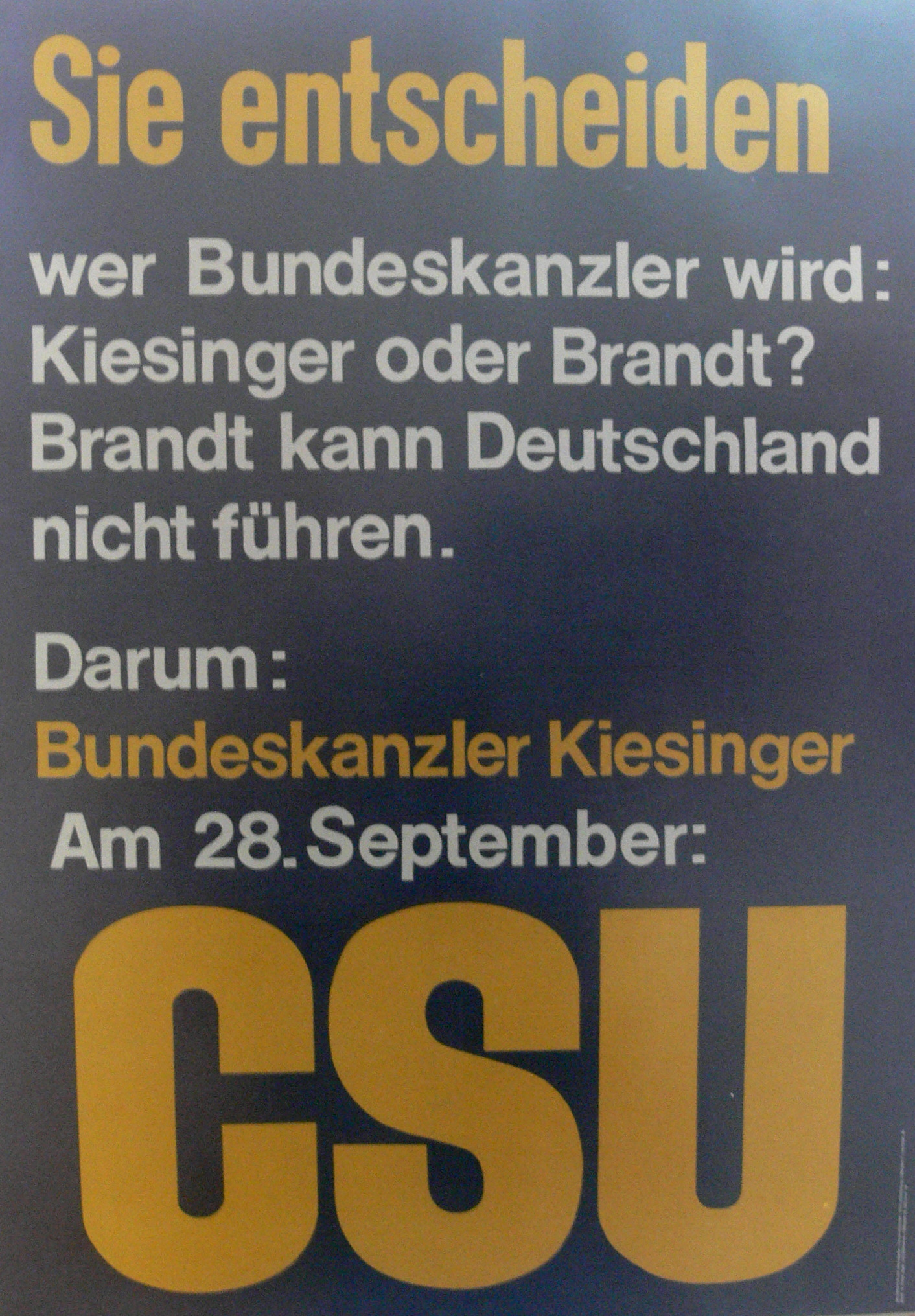
En alemán: Tú decides quien se convierte en Canciller Federal. ¿Kiesinger o Brandt? Brandt no puede liderar Alemania. Por lo tanto: Kiesinger Canciller. El 28 de septiembre: CSU.

Las leyes electorales, fuera del hecho de que el Bundestag tiene un mandato de cuatro años y que toda persona mayor de edad (a partir de los 18) tiene derecho a votar y ser elegida (principios consagrados en la Ley Básica), están regulados por la Ley Electoral Federal. De los 518 escaños del Bundestag, 496 son elegidos por sufragio universal para un mandato de cuatro años reelegibles mediante un sistema mixto que combina representación proporcional por listas con escrutinio mayoritario uninominal. Aunque Berlín Oeste formalmente no formaba parte de Alemania Occidental, tenía 22 delegados sin derecho a voto designados de manera proporcional a la legislatura local de la ciudad, completando el total de 518 escaños parlamentarios.
De los 496 escaños electos, 248 escaños son elegidos mediante sistema uninominal, con el país dividido en 248 distritos que representaban un diputado cada uno. Los 248 restantes serían distribuidos proporcionalmente con base en los votos recibidos por la lista de cada partido a nivel nacional. Desde 1953, los alemanes deben emitir dos votos, uno para el candidato presentado por el partido de su elección en su distrito federal (Erststimme o Primer Voto), y otro para la lista del partido a nivel nacional (Zweitstimme o Segundo Voto). La práctica común es que los candidatos uninominales directos también se colocan en las listas electorales en las clasificaciones más altas como una alternativa si no ganan en sus distritos.
La cláusula del cinco por ciento establece que cada partido debe recibir, al menos, el 5% de los votos a nivel nacional para acceder a la representación parlamentaria, permitiendo que los partidos que no hayan recibido escaños uninominales, pero sí hayan obtenido más del 5%, puedan tener representación.
Los comicios llegaron en un momento en el que la extrema derecha había comenzado a florecer como consecuencia de la reacción contraria a los movimientos juveniles. El Partido Nacionaldemócrata de Alemania, que aglutinaba a varios movimientos neonazis, había logrado su apogeo estatal al obtener representación en varias legislaturas. Su crecimiento llevó a que el gobierno de gran coalición llegase a considerar la implantación del escrutinio mayoritario uninominal para fortalecer el bipartidismo y evitar un crecimiento de los extremismos. Sin embargo, la medida fracasó por el temor del SPD de que este sistema resultase en una mayoría absoluta arbitraria para la Unión.

## Campaña
A medida que se acercaban las elecciones, las relaciones entre el SPD y la CDU/CSU comenzaron a empeorar. Desesperado por captar el voto anticomunista, que se esperaba aumentara después de lo visto en el movimiento estudiantil, Kiesigner utilizó las mismas tácticas intimidatorias que había empleado Konrad Adenauer años atrás, y que en el período más tenso de la Guerra Fría lo habían llevado a obtener aplastantes triunfos. Tratando de hacer ver que un gobierno socialdemócrata podría conllevar a la instauración de un estado comunista en Alemania Occidental, Kiesigner sería más adelante recordado por su frase: "¡Solo puedo decir, China, China, China!" durante una entrevista con Der Spiegel.
Por otro lado, la campaña socialdemócrata buscaba apropiarse del movimiento juvenil sin enajenar a los grupos más conservadores, en lo que se conoció como una estrategia electoral dual. Mientras que defendían la continuidad de la libertad económica y las políticas orientadas a la clase media del país, realizadas por el ministro de Economía Karl Schiller, Brandt animó a los jóvenes a seguir protestando contra el establishment. El lema del SPD para los comicios fue "¡Creemos una Alemania Moderna!". Los socialdemócratas salieron beneficiados del descontento que existía en calle con la política de la CDU/CSU. Además, Brandt constituía un candidato atractivo para el votante alemán de clase media. Por el contrario, Kiesinger se vio afectado por su impopularidad entre la juventud y los movimientos estudiantes, y su pasado nazi (fue miembro afiliado del partido desde 1933 hasta 1945). Aunque las protestas estudiantiles eran más un descontento político contra el establishment general, el SPD pudo beneficiarse de este descontento debido a que muchos jóvenes lo utilizarían como voto táctico, al ser la única fuerza capaz de derrotar al oficialismo.

## Resultados
La CDU/CSU perdió una proporción muy pequeña de voto popular, con unos 300.000 votos menos que en las anteriores elecciones, y su porcentaje fue del 46.09%, todavía siendo la unidad más votada. Este declive le costó únicamente un escaño (correspondiente a la CDU), conservando 250. Sin embargo, el hecho de haber sido el partido más votado se vio eclipsado por el abrumador ascenso del SPD, que obtuvo el 42.67% de los votos y 237 bancas. Este crecimiento representó la primera ocasión en toda su historia que el SPD superaba el 40% de los votos. El Partido Democrático Libre obtuvo menos de dos millones de votos y los 31 escaños restantes, por lo que mantuvo su monopolio definitorio para la formación del próximo gobierno, aunque se quedó a menos de un punto porcentual de perder toda representación parlamentaria. El NPD, aunque estuvo muy cerca de obtener representación, con un 4.31%, no lo logró por muy poco, poniendo fin al apogeo electoral neonazi. La polarización fue del 88.76% entre el SPD y la CDU/CSU, hasta la actualidad la segunda más alta, y la participación fue del 86.67%.
|  | 37.10 % |

|  | 36.64 % |

|  | 9.49 % |

|  | 9.45 % |

|  | 46.59 % |

|  | 46.09 % |

|  | 43.00 % |

|  | 42.67 % |

|  | 4.75 % |

|  | 5.77 % |

|  | 3.64 % |

|  | 4.31 % |

|  | 0.64 % |

|  | 1.33 % |

|  | 0.17 % |

|  | 0.15 % |

|  | 0.06 % |

|  | 0.15 % |

|  | 0.14 % |

|  | 0.03 % |

|  | 0.05 % |

|  | 0.05 % |

|  | 0.00 % |

|  | 0.02 % |

|  | 0.00 % |

|  | 0.12 % |

|  | 97.59 % |

|  | 98.34 % |

|  | 2.41 % |

|  | 1.66 % |

|  | 100.00 % |

|  | 100.00 % |

|  | 86.67 % |

## Consecuencias

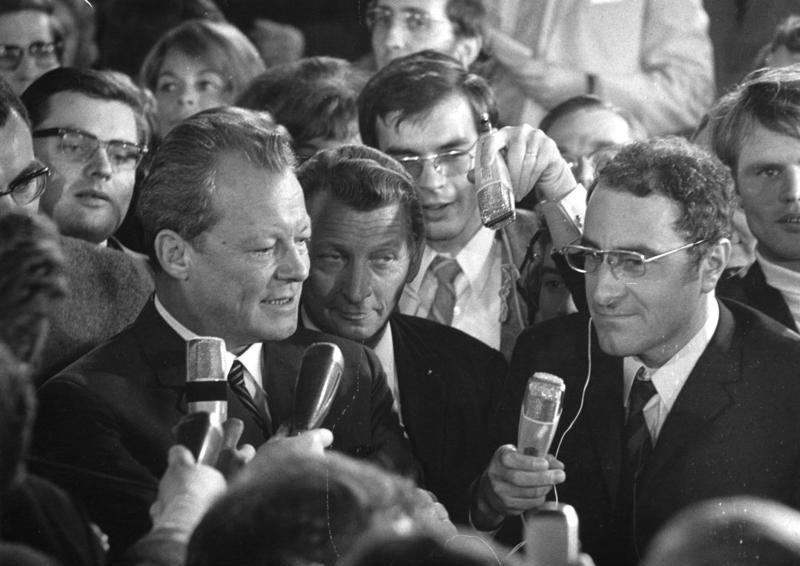
Brandt revela a la prensa su intención de formar una nueva coalición la noche de las elecciones.

La noche de las elecciones, Brandt anunció, en contra de la voluntad de varios miembros de su partido (como Herbert Wehner y Helmut Schmidt) que el SPD abandonaría la gran coalición y buscaría una alianza con el FDP para encabezar el próximo ejecutivo alemán, dejando por primera vez a la CDU/CSU sin opciones. Las discusiones para formación del gobierno, dado el fuerte declive sufrido por el liberalismo, duraron poco más de tres semanas, mucho menos tiempo que en anteriores ocasiones, y luego de establecer una agenda común, Brandt fue juramentado Canciller Federal de Alemania el 21 de octubre de 1969, poniendo fin a veinte años de dominación demócratacristiana. El liberal Walter Scheel, candidato del partido en las elecciones, asumió como Vicecanciller.
Tras la formación del gobierno, Kiesinger aceptó el resultado y declaró que su partido continuaría desempeñando un papel clave en la política alemana debido a su dominio estatal (todavía gobernaba al momento de las elecciones 6 de los 10 estados), que le garantizaba mayoría en el Bundesrat.
La mayoría parlamentaria de la nueva coalición, sin embargo, era muy exigua. Además, a pesar de que el FDP formó el gobierno con el SPD en gran medida debido a su decepcionante resultado electoral, no faltaron voces dentro del partido que rechazaron de plano la alianza Social-Liberal y abandonaron el partido para fundar unidades más derechistas. La coalición finalizó en un intento de voto de no confianza contra Brandt, que llevó al primer adelantamiento electoral en la historia de Alemania Occidental.